# Paracoccidioidomicosisproctitissarcomucosis
Paracoccidioidomicosisproctitissarcomucosis ist eine mexikanische Grindcore/Goregrind-Band aus Santiago de Querétaro, die 1999 gegründet wurde. Die Band besteht aus dem Sänger, Bassisten und Gitarristen Infection Cutane and Sensation Genital und dem Schlagzeuger und Sänger Ginecologic Cryptococcidioidomicosis.
Ihr Name setzt sich aus verschiedenen Krankheiten zusammen: Paracoccidioidomycosis, einer eitrigen Pilzerkrankung der Haut und der Atemwege, Proctitis, einer Entzündung der Enddarmschleimhaut, Sarkom, ein bösartiger Tumor und mucosus, was so viel wie schleimig bedeutet. Durch ihren ungewöhnlichen Bandnamen und Liedtitel wie Uroporfironogenodescarboxilandome Y Pustulandome Con Tu Anorgasmita Exaclorobencenosisticarial Sexo Traumatizante wurden sie innerhalb der Metal-Szene für eine Band ihres Formats überdurchschnittlich bekannt.

## Bandgeschichte
Die Band wurde 1999 von Infection Cutane And Sensation Genital (Gesang/Gitarre/Bass) und Ginecologic Cryptococcidioidomicosis (Gesang/Schlagzeug) in einer mexikanischen Stadt namens Querétaro gegründet. Nach der Veröffentlichung einiger Demos, mit dem Titel Cunnilingus im Jahr 1999 und Lymphatic Descomposition Esquistosomiasis im Jahr 2001 wurden sie bei American Line Productions unter Vertrag genommen. Ein Jahr später erschien ihr Debütalbum Satyriasis And Nymphomania. Im Jahr 2004 veröffentlichten sie eine Split-CD mit der japanischen Band Butcher ABC, die die neuaufgenommene Songs von Lynphatic Descomposition Esquistosomiasis.

## Stil
Die Band spielt eine rohe Art von Goregrind. Gesungen, bzw. gegrowlt wird über Themen wie beispielsweise Tod oder Folter. Das Tempo wechselt von langsamen bis sehr schnellen Tempi.

## Diskografie
- 1999: Cunnilingus (Demo-Tape)
- 2001: Cunnilingus (Split mit Horrified, enthält die Titel des ersten Demos)
- 2001: Lynphatic Descomposition Esquistosomiasis (Demo)
- 2002: Satyriasis and Nymphomania (CD, indiziert seit Dezember 2003[8])
- 2004: Paracoccidioidomicosisproctitissarcomucosis (Split mit Butcher ABC)
- 2007: Aromatica Germenexcitación en Orgías De Viscosa Y Amarga Putrefación